# Bezedek
Bezedek (nje. Berseneck) je selo u južnoj Mađarskoj.
Zauzima površinu od 11,36 km četvorna.

## Zemljopisni položaj
Nalazi se u regiji Baranji, uz sjeveroistočnu granicu Republike Hrvatske, na 45°51'53" sjeverne zemljopisne širine i 18°35'11" istočne zemljopisne dužine, jugozapadno od Mohača, 4 km zapadno od Malog Kneževa.

## Upravna organizacija
Upravno pripada Mohačkoj mikroregiji u Baranjskoj županiji. Poštanski broj je 7782.

## Stanovništvo
U Bezedeku živi 287 stanovnika (2002.).

## Vanjske poveznice
- (mađ.) Bezedek Önkormányzatának honlapja
- Bezedek na fallingrain.com